# Комар, Антон Пантелеймонович
Анто́н Пантелеймо́нович Кома́р (30 января 1904, Березна Киевской губернии — 14 марта 1985) — советский физик, профессор, академик Академии наук УССР (1948).

## Биография
Родился в семье крестьянина-середняка. С 8 до 13 лет учился в сельской школе, в 1917 году поступил в гимназию города Белая церковь, преобразованную затем в трудовую школу. Был рабочим, сторожем и препаратором в физическом кабинете Белоцерковского механического техникума. Освоил профессию оптика, мастера по точным оптическим приборам.
В 1924 году по рекомендации Киевского губпрофсовета поступил на механический факультет Киевского политехнического института. В 1929 году до окончания института был выдвинут общественностью в аспиранты по физике. Окончил КПИ (1930). Пробыв год аспирантом в Институте физики в Киеве, перешёл в аспирантуру ФТИ в Ленинграде.
Работал в Ленинградском физико-техническом институте (1930—1936), в 1933 году был назначен заведующим отделом фазовых превращений Уральского физико-технического института, сотрудник Института физики металлов в Свердловске (1936—1947), одновременно заведовал ренгтгеновской лабораторией и созданной им кафедрой рентгеноструктурного анализа в Уральском университете (1937—1947).
В 1935 году без защиты диссертации присуждена степень кандидата физико-математических наук, в 1943 году защитил докторскую диссертацию. Директор Ленинградского физико-технического института (1950—1957), заведующий кафедрой Ленинградского политехнического института (1951—1969).

## Научная деятельность
Основные работы А. П. Комара посвящены ядерной физике, методике и технике ядерных экспериментов, физической электронике, физике и технике ускорителей, физике металлов и ферритов.
А. П. Комар совершил в 1946 году запуск первого в СССР бетатрона. Его работы с фотоядерными реакциями (1950—1960) стали существенным вкладом в понимание механизма взаимодействия гамма-квантов с ядрами.

## Награды
Лауреат Сталинской премии (1951), по секретному постановлению Совета министров № 4964-2148сс/оп, за запуск синхроциклотрона в Дубне.